# لسلی کلاودیوس
لسلی کلاودیوس (به انگلیسی: Leslie Claudius) ورزشکار مرد رشتهٔ هاکی روی چمن اهل کشور هند است. وی در بین سال‌های ‎۱۹۴۸ تا ۱۹۶۰ میلادی در مسابقات بازی‌های المپیک تابستانی در مجموع ۴ مدال، شامل ۳ مدال طلا و ۱ نقره را کسب کرد.